# Harvard Science Center

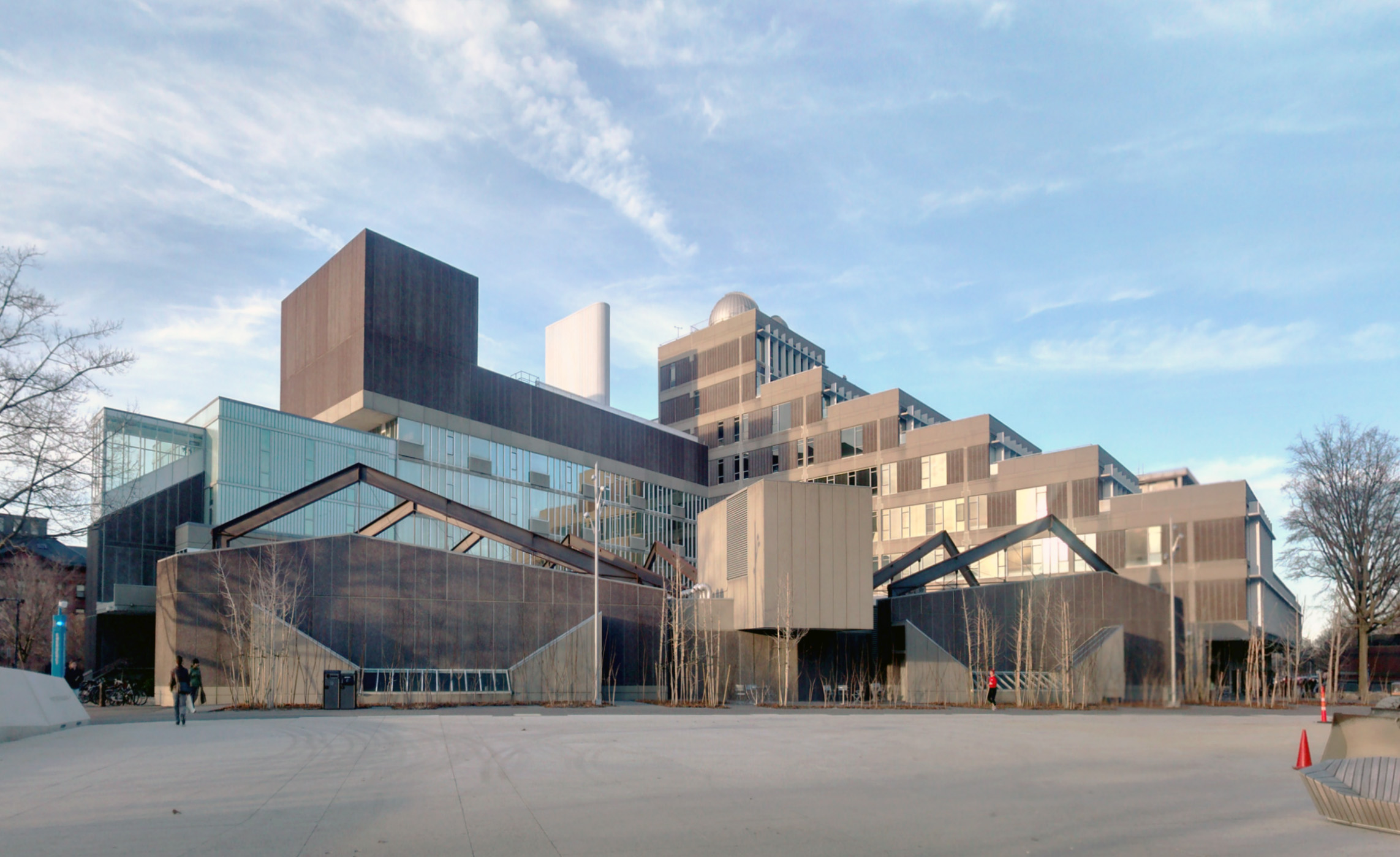
Vue du bâtiment depuis le sud-ouest.

Le Harvard University Science Center est le principal bâtiment de l'Université Harvard pour les cours magistraux et en laboratoire de sciences et de mathématiques de premier cycle, en plus d'abriter de nombreux autres équipements et services. Situé au nord d'Harvard Yard, le Science Center est construit en 1972 puis ouvert en 1973, d'après une conception de Josep Lluís Sert (alors doyen de la Harvard Graduate School of Design).

## Histoire

### Planification
Harvard s'intéressait à la construction d'un centre scientifique de premier cycle dans les années 1950 et 1960. Cependant, au milieu d'un déclin économique, aucun financement n'a pu être trouvé. Aucun plan concret n'est fait jusqu'à ce qu'en 1968, Edwin Land, l'inventeur de l'appareil photographique instantané (aussi appelé Polaroid), fasse un don de 12,5 millions de dollars pour construire un centre scientifique spécialement pour les étudiants de premier cycle,.
Les opposants au plan craignaient que des fonds soient insuffisants pour achever le projet et que les coûts d'entretien du bâtiment soient excessivement élevés. Le département de biologie proteste également contre le déplacement de ses installations d'enseignement de premier cycle loin des quartiers principaux du département. Le professeur George Wald fait valoir que cela dégraderait la qualité de l'enseignement.
Le plan prévoyait la démolition de Lawrence Hall, un laboratoire et un espace de vie construits en 1848. Au moment de la démolition prévue, une commune d'étudiants et de «gens de la rue» se faisant appeler «Free University» élit domicile dans le bâtiment inutilisé,. La controverse se finit lorsqu'un incendie détruit le bâtiment un mois plus tard en mai 1970,.

### Construction
Harvard charge les architectes Sert, Jackson and Associates de concevoir et de construire l'installation. Sert, qui était le doyen de la Harvard School of Design depuis 1953, avait déjà conçu un certain nombre d'autres bâtiments d'Harvard, notamment Peabody Terrace, Holyoke Center (maintenant le Smith Campus Center) et le bâtiment de la Harvard Divinity School. Ces bâtiments font partie d'un mouvement moderniste cherchant à rompre avec les styles géorgiens et apparentés utilisés à Harvard pendant des centaines d'années. Ainsi, le centre scientifique est en grande partie en acier et en béton, avec de nombreuses fenêtres,. La construction se déroule de 1970 à 1972.
De 2001 à 2004, un plan de rénovation de 22 millions de dollars pour 3000 mètres carrés créé un espace pour la Collection of Historical Scientific Instruments et agrandit d'autres installations,,. Un ordinateur électromécanique historique de la taille d'une pièce construit en 1944, le Harvard Mark I, est exposé au rez-de-chaussée à côté de la cage d'escalier centrale dans le hall principal du bâtiment.

## Installations

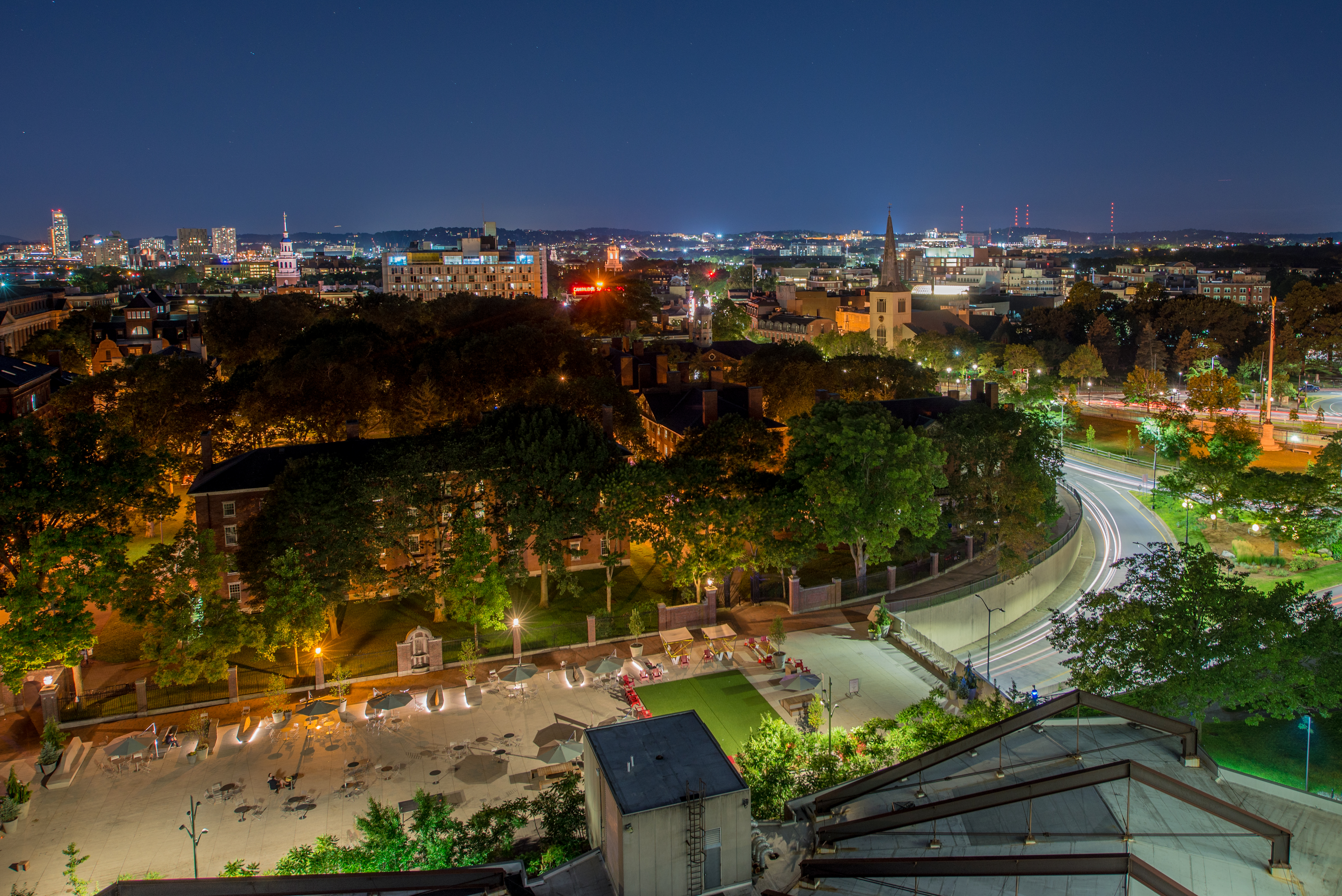
La place du Science Center.

Le Science Center comprend neuf étages, plus un sous-sol et un étage d'observation. Il abrite les départements d'histoire des sciences, de mathématiques et de statistique. Les autres installations comprennent :
- Cabot Science Library (en)[3]
- Derek Bok Center for Teaching and Learning, dédié à l'amélioration de la qualité de l'enseignement à Harvard[15]
- Collection of Historical Scientific Instruments (CHSI), abritant les 20 000 objets du département d'histoire des sciences, certains datant de 1400[16]
- 5 grands amphithéâtres, de 132 à 500 places[17]
- 15 petites salles de classe à usage général
- Des laboratoires d'enseignement de la chimie, de la physique, de la biologie et d'autres sciences
- Observatoire astronomique sur le toit avec de grands télescopes
- Bureaux du corps professoral et du personnel

Dessous le Science Center et sa place se situe une grande usine d'eau glacée assurant le refroidissement d'une grande  partie du campus d'Harvard.
La place entre le Science Center et Harvard Yard, créée par la dépression de Cambridge Street et Broadway, est utilisée par des food trucks ou d'autres activités comme le patinage à roulettes ou le patinage sur glace. Des tentes sont érigées pour des événements spéciaux tels que le début de l'année,,.